# العالم الرائع
«العالم الرائع» (بالإنجيليزية: cool world) هو فيلم يجمع بين الكوميديا السوداء والحركة الحية صدر سنة 1992، من إخراج رالف باكشي وبطولة كيم باسنجر وغابريال بيرن وبراد بيت. يروي هذا الفيلم قصة رسام الكاريكاتير الذي وجد نفسه في عالم الرسوم المتحركة الذي يعتقد أنه ابتكره ويتم إغواءه من قبل إحدى الشخصيات الهزلية الكرتونية للعبور إلى العالم الحقيقي لتصبح شخصية حقيقية.
شهد فيلم «العالم الرائع» عودة باكشي إلى الأفلام الطويلة بعد غياب دام 9سنوات. رُوجَ للفيلم في الأصل كفيلم رسوم متحركة/ رعب حي لمايكل جريس ومارك فيكتور، وتدور أحداثه حول رسام كاريكاتير يتم سحبه إلى عالم آخر تحت الأرض من قبل الشخصيات التي يظن أنه ابتكرها ليصبح بطل في سلسلته الهزلية، ولكن يكتشف بعد خروجه من سجن أن هذا العالم موجود به أو بدونه.
في خلال مرحلة ما قبل الإنتاج، طلب رئيس الأستوديو الجديد تغيير سيناريو جريس ومارك فيكتور الأصلي من فيلم مصنف للكبار فقط إلى فيلم مناسب لعمر 13 سنة، فبدأ باكشي بإعادة كتابة السيناريو من جديد ليتناسب مع طلب الأستوديو. كان أداء الفيلم ضعيفاً بحيث تلقى مراجعات سلبية للقصة والتمثيل والرسوم المتحركة ومزيجها الغير مقنع مع الحركة الحية، على الرغم من أن الموسيقى التصويرية حظيت بالثناء.

## الحبكة
في لاس فيجاس سنة 1945، عاد فرانك هاريس الجندي القديم في الحرب العالمية الثانية إلى والدته ودعاها لنزهة على دراجته النارية الجديدة. حينئذ تعرض فرانك لحادث مروري بسبب سائق مخمور يقود بطريقة جنونية فأدى ذلك إلى وفاة والدته. نُقِلَ فرانك بعد ذلك إلى عالم بديل يسمى «العالم الرائع». وفي عام 1992، قضى الكاريكاتير جاك ديبز عقوبته بالسجن لمدة 10 سنوات لقتله رجل عثر عليه بالفراش مع زوجته. وفي خلال فترة عقوبته، تكونت لدى ديبز صورة عن فكرة العالم الرائع والمر أة القاتلة هولي وولد التي هي شخصية جميلة ومغرية تسعى إلى إغواءه. قضى جيبز فترة سجنه في ابتكار سلسلة رسوم كاريكاتيرية كارتونية قائمة على تصوراته. في هذه الأثناء أصبح فرانك محققا في العالم الرائع، ليراقب هولي ويتأكد أن أبعاد العالمين لا تتشابك.
وبعد فترة قصيرة أُطلق سراح جاك من سجن وانتقل إلى العالم الرائع، وهُرب إلى ملهى ليلي محلي من قبل هولي وأتباعها الحمقى. كان لقاء بين جاك وفرانك في العالم الرائع عدواني، وضّح فيه فرانك لجاك أن العالم الرائع موجود من قبل أن يبتكر سلسلته الهزلية، كما أخبره أن قلم الحبر الخاص به قاتل وحذره من أي علاقة غرامية بين البشر والرسوم المتحركة في العالم الرائع محظورة لأن ذلك ممكن أن يكسر الأبعاد ما بين العالمين. وبالرغم من ذلك فإن فرانك نفسه مغرم بالرسمة المتحركة لونيت، ولكنه يمنع نفسه من أي علاقة جسدية معها. في وقت لاحق، أغوت هولي جاك ونفذت خطتها ومارست معه الجنس مما ساهم في تحويلها إلى بشرية ومن ثم سرقت قلم جاك لتستخدمه في ردع شريك فرانك نايلز العنكبوت حين يحاول إيقافها. ترك جاك وهولي العالم الرائع وغادروا إلى كوكب الأرض حيث بدأت هولي باختبار أحاسيس حقيقية، ولكن نتيجةً لتلف النسيج متعدد الأبعاد بين العالمين بدأ جاك وهولي بالانتقال بشكل غير إرادي بين أشكالهم البشرية وأشكالهم الكرتونية، وبينما هم يفكرون في موقفهم أخبرت هولي جاك عن «مسمار القوة» وهي قطعة أثرية كانت سبباً في نقل فرانك إلى العالم الرائع ولكن وضعها أحد الرسوم على قمة فندق يونيون بلازا حين انتقل إلى العالم الحقيقي، واعترفت أنها تريد أن تستخدمه لتبقى في شكلها البشري للأبد ولكن حين أظهر جاك شكوكه بشأن الفكرة تخلت هولي عنه للبحث عن مسمار القوة بنفسها.
اكتشف فرانك ما حدث فعاد إلى العالم الحقيقي وتعاون مع جاك لمحاولة إيقاف هولي، وصلوا إلى الفندق وتسلق فرانك إلى سطح، فقامت هولي بقتله بدفعه من الأعلى لتستولي على المسمار. بعدئذ بدأت مجموعة كبيرة من الرسوم المتحركة الهزلية في تدفق إلى العالم الحقيقي وتحويل الكثير من البشر في المدينة إلى رسومات هزلية. حولّ مسمار القوة جاك أيضاً إلى رسم متحرك يشبه الأبطال الخارقين فعمل جاهداً على إعادة المسمار إلى مكانه الصحيح وإرسال الرسوم المتحركة إلى العالم الرائع لاستعادة التوازن بين العالمين. بعد الفوضى التي حدثت تمكن نايلز من التحرر وأعاد جسد فرانك إلى العالم الرائع، وبينما كانت لونيت مفجوعة على موته اكتشفت من نايلز أن هولي حين قتلت فرانك كانت وقتها بشكلها الكرتوني المتحرك وليس بشكلها البشري. ووضحت له أنه حين يموت بشري على يد أحد رسوم فإنه يولد من جديد في العالم الرائع على شكل رسوم. وكما هو متوقع عاد فرانك للعالم الرائع ليعيش كرسم متحرك وتمكن من مواصلة علاقته مع لونيت. في هذه الأثناء شوهد جاك آخر مرة بشكله الكرتوني مع هولي وهو يخطط لحياتهما الجديدة معاً مما أثار استياء هولي التي كانت على بعد خطوة من تحقيق حلمها.

### طاقم العمل
- غابريال بيرن بدور جاك ديبز؛ رسام كاريكاتير يظن أنه ابتكر العالم الرائع.
- براد بيت بدور المحقق فرانك هاريس؛ وهو محقق في شرطة العالم الرائع ينوي الإمساك بهولي، يؤدي براد أيضاً صوت فرانك في شكله بالرسوم المتحركة.
- ديردري أوكونيل بدون إيزابيل مالي.
- فرانك سيناترا الابن بشخصيته الأصلية.
- ميشال أبرامز بدور جينيفر مالي.
- جاني برين بدور أغاثا روز هاريس.
- لقطات أرشيفية لمارلين مونرو.

### الأصوات
- كيم باسنجر بدور هولي وولد؛ المرأة القاتلة الهزلية التي تريد أن تنتقل للعالم الواقعي لتصبح حقيقية، أدت باسنجر دور هولي بشخصيتها البشرية أيضاً.
- تشارلي أدلر بدور نايلز؛ رسم كرتوني على شكل عنكبوت ويعمل كشريك لفرانك.
- جوي كامن بدور المحقق رقم 1.
- مايكل لالي بدور سبارك.
- موريس لامارش بدور محقق رقم2.
- كاندي ميلو بدور لونيت.
- باتريك بيني بدور الحارس شيكو.
- غريغوري سنيغوف بدور باش.

## الإنتاج
في عام 1990 قرر رالف باكشي بأن الوقت قد حانَ لإنتاج فيلم رسوم متحركة آخر. وبالاستناد لباكشي: «لقد جنيت 1500 دولار من الرسم في هذه العشر سنوات الأخيرة واعتقد أنه من الجيد التغيير». لذلك اتصلت بالمحامي الذي لا يزال على تواصل معي لأنه لا أحد يعيش في هوليود يستطيع تركها، وسألته «لمن يجب أن ألجأ لبيع فيلم». سمع مايكل جريس ومارك فيكتور من باراماونت بيكتشرز (المكان الذي عمل فيه باكشي كرئيس نهائي لقسم الرسوم المتحركة في الاستديو) فكرة باكشي الأصلية عن فيلم العالم الرائع كفيلم رعب متحرك بحيث تدور فكرة الفيلم حول رسام كاريكاتيري ألّف كتاباً هزليًا في خلال وجوده في السجن وجعل من نفسه بطلاً في الفيلم. قال باكشي بأنّ شركة باراماونت بيكتشرز اشترت الفكرة في عشرة ثوان. في خلال إنشاء ديكورات الفيلم في لاس فيجاس، وّظف المنتج فرانك مانكوسو جونيور نجل السيد فرانك مانكوسو رئيس باراماونت لاري غروس لتعديل الفيلم وتغييره من تصنيف للكبار فقط وجعله يتناسب مع سن 13 سنة. حتى باكشي ساهم أيضاً في السيناريو لكن للأسف لم يُشار لهما على عملهما لأن تصورات مايكل جريس ومارك فيكتور الأصلية شكّلت أساس الفيلم.
من جهة أخرى، احتجّ باكشي في المقابلات التي أجريت بعد إصدار الفيلم بأنه أعاد كتابة السيناريو ولكن مانكوسو طعنه بسيناريو جديد قبل بدء الإنتاج. ولذلك هددت باراماونت برفع دعوى قضائية إذا رفض إكمال الفيلم. قال باكشي «اعتقدت أني إذا تعاونت مع رسامين جيدين فسيستحق الأمر العناء، لكن أتعلم ماذا؟ لم يكن الأمر يستحق ذلك». وذكر باكشي أيضاً «كان لدي الكثير من الرسوم المتحركة التي أحضرتها واعتقدت أنه ربما يمكنني الاستمتاع بمجرد تحريك هذه الأشياء، وهذا ما فعلته». أضاف باكشي بأنه طوّر الفيلم على أنه مزيج من الكوميديا والرعب ووصفه بأنه «قصة مصنفة للكبار بشدة»، لكن باراماونت أرادت فيلم يناسب المراهقين وكان ذلك أحد أسباب توتر العلاقة المحكوم عليها بالفشل بين المخرج والاستديو. كانت نية باكشي بالأصل أن يجمع بين درو باريمور وبراد بيت لأدوار البطولة. ولكن في النهاية تم اختيار بيت لدور فرانك هاريس وغابريال بيرن لدور ديبس وكيم باسنجر لدور هولي وولد. أما الممثلين الذين تم اختيارهم لتأدية الأصوات فكانوا موريس لامارش، تشارلي أدلر، وكاندي ميلو. وفقاً لباكشي حاولت باسنجر إعادة كتابة الفيلم في منتصف الطريق لأنها اعتقدت أنه سيكون رائع[....] خصوصاً إذا كانت قادرة على عرض الفيلم في مستشفيات الأطفال المرضى[....] فقلت، «كيم، أعتقد أن هذا رائع، لكن لديك الرجل الخطأ للقيام بذلك.» [...] كان [مانكوسو] يجلس هناك مع كيم [...] يتفق معها.

## استقبال
احتل فيلم العالم الرائع في افتتاحيته المركز السادس في شباك تذاكر أمريكا الشمالية محققاً 5.5 مليون دولار. وحصل على مجموع أرباح تصل إلى 14.1 مليون دولار، بالكاد أعلى من نصف ميزانية الفيلم التي وصلت إلى 28 مليون دولار. حصل الفيلم على نسبة 4% على موقع روتن توميتوز بناءً على 48 مراجعة وبمتوسط تقييم 3.4/10 . ويقول الإجماع النقدي للموقع: "يحتوي العالم الرائع على مشاهد بصرية رائعة ولكن هذا لا يُعوض الشخصيات الضعيفة كتابياً والقصة المبتذلة". حصل الفيلم على لموقع الإلكتروني ميتاكريتيك على متوسط درجات 28 درجة بناءً على رأي 15 ناقداً مما يشير إلى عدم الموافقة عليه بشكل عام. أعطى الجمهور علامة c للفيلم عبر تعبئة بيان استطلاع رأي حسب شركة سينماسكور باعتماد نظام تقييم بالأحرف (A to F). كتب الناقد روجر ايبيرت في صحيفة شيكاغو سن-تايمز عن الفيلم: لقد ضيعَ العالم الرائع فرصة بعد أخرى...بالإضافة إلى أنه غير كفوء بشكل مفاجئ. وصف الناقد كريس هيكس مراجع صحيفة دزرت نيوز الفيلم:" يشبه هذا الفيلم المزحة مزحة قذرة في الحقيقة...و أغلب ما يحدث هنا يبدو مُنرفز وقذر أكثر من أن يكون ملهماً أو مضحك". قارن براين لاوري المراجع في الشركة الإعلامية فارايتي الفيلم ب فيديو موسيقي، مادحاً المؤثرات الصوتية والبصرية وذاماً لقصة الفيلم. كتبت صحيفة لوس انجلوس تايمز:" يكاد لا يكون للحبكة أي معنى". إنتقد ليونارد مالتين بشدة الفيلم واصفاً إياه:" جاد لدرجة صعب أن تجده مضحكاً وأسخف من أن يُأخذ عل محمل الجد". أداء الشخصيات الرئيسة غير محبب وغير جذاب، يبدو كنسخة روجر رابيت للمخرج روجر كورمان. تسائل المراجع هال هينسون من صحيفة واشنطن بوست: "لا أعرف ما هو أقبح أكثر، كيم باسنيجر كرسمة متحركة أو شخص حقيقي". وإحدى الأسباب التي ساهمت في انخفاض الأرباح هو أن الأستوديو سحب كل الدعم التسويقي في الأسبوع الأول من افتتاحية الفيلم. في عام 1997 كتب جون غرانت في كتابه ذا انسيكلوبيديا اوف فانتزي بأن فيلم العالم الرائع هو أحد أروع إنجازات السينما واصفاً إياه بأنه ترميم لعالم الفانتازيا الذي يكشف اعماق أكبر مع كل مشاهدة. وصف جيري بيك مؤرخ الرسوم المتحركة الفيلم بأنه "للكبار ومساعدوا باكشي فقط" وكتب ايضاً بأن الفيلم يملك مقدمة وفريق عمل رائعين وأن الفيلم يحتوي على أفضل تحريك رسوم شارك فيه باكشي، ولكنه انتقد الفيلم على "أنه من إحدى المواضيع المكررة المبتذلة والمفضلة ل رالف" واضاف أيضاً بأن القصة حرفياً ليست عمل فني".

## روابط خارجية
العالم الرائع على موقع IMDb (الإنجليزية)
- العالم الرائع على موقع ميتاكريتيك (الإنجليزية)
- العالم الرائع على موقع روتن توميتوز (الإنجليزية)
- العالم الرائع على موقع نتفليكس (الإنجليزية)
- العالم الرائع على موقع ألو سيني (الفرنسية)
- العالم الرائع على موقع Turner Classic Movies (الإنجليزية)
- العالم الرائع على موقع أول موفي (الإنجليزية)
- العالم الرائع على موقع بوكس أوفيس موجو (الإنجليزية)
- العالم الرائع على موقع فيلمافينيتي (الإسبانية)
- العالم الرائع على موقع قاعدة بيانات الأفلام السويدية (السويدية)